# Liborio Guarulla
Liborio Guarulla est un artiste-peintre et homme politique indigène vénézuélien de l'ethnie curripaco, né le 23 juillet 1954 à La Isleta (Amazonas). Membre du parti Patria Para Todos, il est le 18e et actuel gouverneur de l'État d'Amazonas, réélu fin décembre 2012 face à l'ancienne ministre des Peuples indigènes Nicia Maldonado.

## Sources
- (es) Cet article est partiellement ou en totalité issu de l’article de Wikipédia en espagnol intitulé « Liborio Guarulla » (voir la liste des auteurs).